# Wherwell
Wherwell war eine britische Automarke. Bauzeitraum war von 1920 bis 1921. Hersteller war Thompson & Son aus Andover.
Das einzige Modell war ein Cyclecar. Der Wagen wurde mit einem Zweizylinder-Reihenmotor von Coventry-Victor angetrieben, der 7 bhp (5,1 kW) leistete. Lediglich drei Fahrzeuge entstanden.